# David Michôd
David Michôd (Sydney, 30 november 1972) is een Australisch regisseur, scenarioschrijver en acteur.

## Biografie
David Michôd werd in 1972 geboren in de Australische stad Sydney. Hij studeerde achtereenvolgens aan Sydney Grammar School en de Universiteit van Melbourne. Hij werkte nadien voor het onderwijsdepartement van Victoria (Australië), maar besloot uiteindelijk om zich bij een filmschool aan te sluiten. Tussen 2003 en 2006 werkte hij als redacteur voor het tijdschrift Inside Film.

### Carrière
Michôd begon zijn carrière met het regisseren van korte films en documentaires. Zo regisseerde hij in 2008 samen met Jennifer Peedom de documentaire Solo, over de Australische avonturier Andrew McAuley.
In 2010 maakte hij met de misdaadfilm Animal Kingdom (2010) zijn officieel regiedebuut. Voor de film kon hij rekenen op de medewerking van een bekende Australische cast bestaande uit onder meer Ben Mendelsohn, Joel Edgerton, Guy Pearce en Jacki Weaver. De film kreeg overwegend positieve recensies en leverde Weaver haar eerste Oscarnominatie op. Voor zijn volgende film, de futuristische western The Rover (2014), werkte hij opnieuw samen met acteur Guy Pearce. 
Nadien regisseerde Michôd voor streamingdienst Netflix de satirische oorlogsfilm War Machine (2017), een verfilming van de roman The Operators van journalist Michael Hastings. De film werd gemaakt in samenwerking met Plan B, het productiebedrijf van Brad Pitt, die tevens de hoofdrol vertolkte. Enkele jaren later zou Michôd met onder meer Luke Davies en George Clooney ook samenwerken aan de satirische oorlogsserie Catch-22 (2019). Daarnaast werkte hij met Plan B en Netflix ook samen aan The King (2019), een verfilming van enkele Shakespeare-toneelstukken over onder meer koningen Henry IV en Henry V.

## Filmografie

### Film
- Animal Kingdom (2010)
- The Rover (2014)
- War Machine (2017)
- The King (2019)

### Televisie
- Dangerous (2007) (scenario)
- Enlightened (2013) (regie)
- Flesh and Bone (2019) (regie)
- Animal Kingdom (2016–) (producent)
- Doc World (2017) (regie)
- Catch-22 (2019) (scenario, producent)